# بالدس
بالدس دهستانی در استان آستوریاس اسپانیا است.
در این دهستان ۱۴٬۸۵۴ نفر زندگی می‌کنند. مساحت این دهستان ۳۵۳٫۵۲ کیلومتر مربع است.